# کیکوری
کیکوری یکی از شهرهای استان خلیج، واقع در کشور پاپوآ گینه نو است.